# Vigeville
Vigeville é uma comuna francesa na região administrativa da Nova Aquitânia, no departamento de Creuse. Estende-se por uma área de 7,27 km². Em 2010 a comuna tinha 166 habitantes (densidade: 22,8 hab./km²).